# Muszasi (csatahajó)
A Muszasi - mely nevét egy ősi japán tartományról kapta - a Jamato osztály két csatahajójának egyike volt, mely a Japán Birodalmi Haditengerészet számára épült, a kései 1930-as években. A Jamato osztály csatahajói voltak a valaha készített legsúlyosabb és legerősebben felfegyverzett hadihajók, közel 73 000 tonnát nyomva (teljes felszereltség esetén), továbbá pedig kilenc darab 46 centiméteres fő löveggel rendelkeztek. Másodlagos tűzerőként négy darab 15,5 centiméteres, három-ágyús löveg szolgált, melyeket eredetileg a Mógami-osztály cirkálóira szereltek fel. Ezek mellett 6 vagy 7 hidroplánnal rendelkeztek, felderítési céllal.
A Muszasit 1942 közepén tették vízre, ekkor a Rengo Kantai tengernagyi hajójaként szolgált, az év hátralevő részében pedig különböző gyakorlatokon ment keresztül. 1943-ban Trukba helyezték át a hajót, ahol többször is amerikai erőket felderítő küldetéseken vetették be. 1944-ben leginkább olyan alkalmakkor vetették be, amikor katonákat vagy felszereléseket kellett szállítani Japán és az elfoglalt szigetek között. Amikor 1944 év elején vissza kellett mennie Japánba javításra - egy amerikai tengeralattjáró sikeres torpedózása miatt -, a tengerészet nagyban fejlesztette és erősítette a légvédelmét. Jelen volt a júniusi Filippínó-tengeri csatában, de ekkor nem ütközött felszíni amerikai erőkkel. A Muszasit körülbelül 19 torpedótalálat, és 17 zuhanóbombázó találata (mind amerikai erők által) süllyesztette el a Leyte-öböli csatában, 1944. október 24-én. A legénység több, mint felét kimenekítették a süllyedő hajóból. A hajóroncsot 2015 márciusában találta meg a Microsoft társalapítója, Paul Allen és a felderítő csapata.

## Leírás
Mivel a tengerészet úgy érezte, hogy nem fognak tudni annyi hajót gyártani, mint az Amerikai Egyesült Államok, a Jamato osztály hajóit úgy tervezték meg, hogy azok óriási méreteikkel és súlyos tűzerőjükkel kiválóbbak legyenek az amerikai hadihajóknál. A Muszasi 244 méter hosszú volt vízfelszínen mérve, azonban a hajó összességében 263 méter hosszú volt. A hajó szélessége 36,9 méter, merülése pedig 10,86 méter volt teljes felszereltség esetén. Az egész hajó 65 000 tonnát nyomott normál állapotban, teljes felszereltség esetén pedig 72 809 tonnát. A legénység 1942-ben 2 500 tisztből és besorozott emberből állt, míg 1944-ben 2 800-ből.
A hajón négy pár Kampon hajtóműves gőzturbina volt, mindegyik egy kardántengelyt hajtott. A turbinák 150 000 tengelylóerő termelésére voltak képesek, melyet segítette még 12 db Kampon vízcső kazán, így képes volt elérni a maximum 27 csomót (50 km/h). Üzemanyag tárolási kapacitása 6 400 tonna volt, így képes volt megtenni 7 200 tengeri mérföldet (13 300 km) 16 csomó sebességnél (30 km/h).

### Fegyverzet
A Muszasi fő tűzereje kilenc darab 45 kaliberes, 46 centiméteres, 94-es típusú lövegből állt, ezeket három lövegtornyon helyezték el. A lövegek tűzgyorsasága 1,5 és 2 lövés/perc volt. A hajó másodlagos tűzereje tizenkét darab 60 kaliberes, 15,5 centiméteres lövegből állt, ezeket négy lövegtornyon helyezték el a hajófelépítmény mellett. Ezeket a Mógami-osztály cirkálóiról helyezték át a Muszasira, miután azokra felszerelték az új, 20,3 centiméteres ágyúkat. Az erős légvédelmet egy tucat 40 kaliberes, 12,7 centiméteres, 89-es típusú kettős célú ágyú adta. A Muszasin továbbá volt harmincöt darab 25 milliméteres, 96-os típusú könnyű légvédelmi fegyver, melyek a hajótörzsön helyezkedtek el. A hajón további két darab 13,2 milliméteres, 93-as típusú légvédelmi gépfegyver volt található, melyet a hajóhíd két végén voltak.
Amikor a hajót 1944 áprilisában visszavitték Japánba javítások miatt, a két 15,5 centiméteres szárnylövegét lecserélték három darab 25 milliméteres lövegre. Emellé felszereltek huszonegy darab 25 milliméteres tripla-ágyús löveget és 25 darab egy-ágyús löveget, így a teljes könnyű légvédelmi fegyverzet 130 darab 25 milliméteres lövegből állt.

### Páncélzat
A hajó vízvonali páncélzata a Jamatohoz képest valamelyest vékonyabb volt, 40 centiméter vastagságú. Az alatta elhelyezkedő páncélzat 27 és 20 centiméter vastagság között volt, a lőszerraktárak és a géptermek mellett vastagabb, a hajó legalsó részén viszont alig 7,5 centiméteres volt. A fedélzet páncélzata 23 és 20 centiméter vastagság között volt. A lövegtornyok elülső része 65 centiméter, oldalsó részei 25 centiméter, teteje pedig 27 centiméter vastagságú páncélzatot kapott. A lövegek alátámasztó része 56 és 28 centiméter közötti vastag páncélt kapott, a 15,5 centiméteres lövegek pedig 5 centiméter vastag páncélt kaptak. Az irányítótorony oldalsó része 50 centiméter, míg a teteje 20 centiméter vastag páncélt kapott. A lőszertároló alatt 50 és 80 centiméter közötti vastag páncélréteg kapott helyet, mely az aknáktól védte a hajót. A Muszasin 1147 darab vízzáró rekesz volt (ebből 1065 darab a víz alatt, 82 víz felett), ezek segítették a hajó vízen maradását találat esetén.

### Repülőgépek
A Muszasin 2 darab katapult volt található, a fedélzet alatti hangárban pedig 7 darab repülőgép tárolását tudta biztosítani. A hajón duplaszárnyú Mitsubishi F1M és Aichi E13A1 monoplánokat működtetett, a javításokat pedig egy 6 tonnás daruval végezték.

### Tűzkezelés és szenzorok
A hajón 4 darab 15 méteres távolságmérő kapott helyet, melyből 1 a hajótorony elején, 3 pedig a fő lövegeken volt, illetve egy 10 méteres távolságmérő helyezkedett el a hajótorony hátulján. Minden 15,5 centiméteres löveg 8 méteres távolságmérővel volt felszerelve. Az alacsony ívű lövéseket 98-as típusú tűzkezelő irányzékok segítették, melyek a hajótornyon elhelyezett távolságmérőkre voltak szerelve. A 12,7 centiméteres légvédelmi lövegeket 94-es típusú irányzékok, a 25 milliméteres lövegeket pedig 95-ös típusú irányzékok segítették.
A hajó orrába egy 0-s típusú hidrofon rendszer került. Ez állóhelyzetben, illetve alacsony sebességen volt használható. 1942 szeptemberében kiegészítették a felszerelést egy 21-es típusú légi radarral, melyet a hajótorony elülső 15 méteres távolságkeresőjére szereltek fel. 1943 júliusában két 22-es típusú felszín radart szereltek fel a hajótoronyra. Az 1944 áprilisában végrehajtott javításokkor, a 21-es típusú radart lecserélték egy sokkal modernebb változatra, emellé pedig kapott egy 13-as típusú előjelző radart.

## Építés
A hajó nagy súlya és termete miatt, meg kellett erősíteni a hajó kifutóját, a közeli műhelyeket kiterjesztették, és építették két tengeri darut. A hajó testét 1938. március 29-én tették vízre, Nagaszakiban, a Mitsubishi hajógyárában, majd elnevezték „2. csatahajónak”. A hajó gyártásának ideje alatt felhúztak a hajó köré egy 408 tonnás kötélfüggönyt, ezzel megakadályozva, hogy illetéktelenek láthassák a hajógyártás folyamatát. 
A Muszasi útnak indítása meghozta annak saját gondjait. A hajó 4 méter vastag kifutó platformját, mely kilenc darab, egymáshoz csavarozott 44 centiméter vastag Amerikai duglászfenyőből készült, 2 éven át készítették, mivel nagyon nehéz volt „szinte tökéletes” egyenes járatot fúrni a fába, hogy azokat össze lehessen kötni. Miután a hajó bent volt a szűk Nagaszaki kikötőben, a problémás lassítást és megállítást azzal oldották meg, hogy 570 tonnányi vasláncot raktak a Muszasira, elosztva a két oldalán a hajótestnek, ezzel húzó-ellenállást létrehozva. A hajó útnak indítását titkolni kellett civilektől, ezt úgy érték el, hogy az egész városban légitámadás-gyakorlatot rendeltek el, ezzel mindenkit otthonukban tartva. A Muszasit sikeresen elindították 1940. november 1-én, és mindössze 1 méterrel tett meg hosszabb utat (220 métert terveztek), majd megállították. A nagy hajótest vízbe érkezése egy 120 centiméteres cunamit idézett elő, mely elérte a környező kikötőket, folyókat, több otthonban és halászhajóban is kárt okozva. A hajó végső simításait a nem messzi Szaszeboban végezték el, Arima Kaoru kapitányt pedig kinevezték a hajó parancsnokává. 
A végső simítások befejeztével, a hajó zászlóshajó felszereléseit, beleértve a fedélzeti felszereléseket és az admirális kabinjában található felszereléseket, átalakították, hogy azok megfeleljenek az Egyesített Flotta kérésének. Erre azért került sor, mivel testvérhajóját, a Jamatot már nem tudták átalakítani. A változtatások miatt a hajó végleges átadása késett 2 hónapot, így 1942 augusztusában állt szolgálatba.

## Szolgálat
A Muszasit 1942. augusztus 5-én állították szolgálatba, ekkor az 1. Csatahajó Divízióhoz rendelték, Jamatoval, Nagato és Mucuval együtt. 5 nappal később különböző gyakorlatokon vett részt Hasiradzsima közelében. A másodlagos tűzerőjét 1942. szeptember 3-28-ig folyamatosan felszerelték Kurénél, ekkor került fel a 21-es típusú radar is a hajóra. Az év hátralévő részében tovább gyakorlatozott, Arima kapitányt pedig kinevezték ellentengernaggyá november 1-én.  
A Muszasit 1943. január 15-én hozzárendelték az Egyesített Flottához, melynek parancsnoka Jamamoto Iszoroku volt, majd 3 nap múlva, január 22-én Trukba vitték. Február 11-én átvette a Jamatótól a zászlóshajó címet. Április 3-án Jamamoto elhagyta a Muszasit, majd Rabaulba, Új-Britanniába repült, hogy személyesen vezényelje a salamon-szigeteki támadó hadműveletet, az „I-Go Hadműveletet”. A hadműveletet a szövetségesek „Magic” stratégiája félbeszakította, majd amerikai P–38 Lightning repülőgépek lelőtték azt a repülőt, melyen Jamamoto utazott Ballalebe, Új Britanniába, a „Bosszú hadművelet” folyamán. Április 23-án Jamamoto Iszoroku holttestét a Muszasival visszaszállították Trukba.  
Május 17-én, az amerikaiak Attu-szigeteki támadására válaszolva, a Muszasi — a Hijó repülőgép anyahajóval, két nehézcirkálóval és kilenc rombolóval – kihajóztak a Csendes-óceán északi részére. Amikor nem volt ütközés amerikai erőkkel, május 23-án a hajók Kurébe mentek, ahol levették a hajóról Jamamoto holttestét. Közvetlenül ezután, a Muszasi egységet felerősítették, hogy képesek legyenek egy amerikai ellentámadásra Attunál, de addigra már teljes mértékben amerikai fennhatóság alatt állt a sziget, így ez nem sikerült. Június 24-én, miközben a Jokoszukai Haditengerészeti Arzenálban állomásozott, Hirohito császár és több magas rangú tengerészeti tiszt látogatást tett a hajón. Július 1-8-ig, a hajóra szereltek egy 22-es típusú radart Kurénél. Július 30-án Truk felé indult, 6 napon át úton volt, ahol folytatta szolgálatát zászlóshajóként Mineicsi Koga admirális alatt.  
Október közepén az amerikaiak támadást terveztek a Wake-szigetre, erre válaszul kivezényelték a Muszasit, három repülőgép anyahajóval, hat csatahajóval és tizenegy cirkálóval, hogy megállítsák az amerikai erőket, de ez nem járt sikerrel, így visszatértek Trukba október 26-án. Az 1943-as év további részét Trukban töltötte. November 1-én Komura kapitányt kinevezték ellentengernaggyá majd áthelyezték a 3. Flottához december 7.-én, ahol ő lett a törzsfőnök (chief of staff), Bundzsi Aszakura kapitány pedig a Muszasi parancsnoka lett.  
A hajó egészen 1944. február 10-ig Trukban állomásozott, majd visszatért Jokoszukába. Február 24-én a Muszasi Palauba hajózott, a fedélzetén egy Japán Birodalmi Hadseregtől és egy Különleges Tengerészeti Partraszálló Erőktől származó zászlóaljjal és a felszereléseikkel. Miután egy tájfun következtében a fedélzeti szállítmány egy része odaveszett, február 29-én megérkezett Palauba, és a következő hónapot itt töltötte. Március 29-én, a Muszasi elhagyta Palaut az éjszaka közepén, hogy ezzel el tudja kerülni az esetleges légitámadásokat, azonban összetalálkozott az amerikaiak USS Tunny tengeralattjárójával, mely 6 torpedót lőtt a hajóra; ebből 5 mellé ment, a hatodik viszont egy 5,8 méter átmérőjű lyukat lőtt a hajó orra mellett, ezáltal 3000 tonna víz folyt be a hajótestbe. A torpedótalálat 7 emberrel végzett, további 11 embert pedig megsebesített a legénység tagjai közül. Ideiglenes javítások után, április 3-án a Muszasi megérkezett Japánba, a Kure Tengerészeti Arzenálba. Április 10-től 22-ig javították, mellette pedig felerősítették a légvédelmi tűzerejét. Amikor elhagyta a kikötőt a hajó, a másodlagos tűzereje hat darab 15,5 centiméteres, huszonnégy darab 12,7 centiméteres, százharminc darab 25 milliméteres és négy darab 13,2 milliméteres lövegből állt. Továbbá új radarokat is kapott (melyek egy amerikai radarhoz képest még mindig rosszabbak voltak) és mélyvízi-bombákoz való sínt szereltek fel rá. 
1944 májusában, Aszakura kapitányt kinevezték ellentengernaggyá majd elhagyta a Muszasi Kurét, és Okinava felé ment május 10-én, majd Tavi-Tavi felé május 12-én. Itt az Első Mobilis Flottához rendelték testvérhajójával együtt, a parancsnoka Ozava Dzsiszaburó altengernagy lett. Június 10-én, a hajók elhagyták Tavi-Tavit, Batja felé vették az irányt, a Kon hadműveletre való készülés miatt. Ekkor Matome Ugaki altengernagy volt a parancsnok. Két nappal később, amikor eljutott Ugakihoz a hír, miszerint amerikai támadás érte Szajpant, a haderejét átirányították a Mariana-szigetekre. Miután találkoztak Ozava fő haderejével június 16-án, a csatahajókat Takeo Kurita Második Flottájához rendelték. A Fülöp-szigeteki csaták alatt a Muszasit nem érte találat. A japánok katasztrofális vereségét követően, a Második Flotta visszatért Japánba. Július 8-án a Muszasi és testvérhajója 3522 főt és az ő felszereléseiket a Lingga-szigetekre szállította, július 17-én érkeztek meg.

## Felfedezés
2015 márciusában, az amerikai emberbarát és Microsoft társalapítója, Paul Allen, és a felderítő csapata megtalálta a Muszasi roncsát a Sibuyan-tengerben, egy távirányítású, víz alatti jármű segítségével. A hajóroncs körülbelül 1000 méter mélyen nyugszik. A hajót több darabban találták meg, a hajótörzs több része szétszakadt, miután elhagyta a felszínt. Az elülső hajótorony levált a hajótesttől és a hajó mellett fekszik.

### Fordítás
- Ez a szócikk részben vagy egészben  a   Japanese battleship Musashi című angol Wikipédia-szócikk ezen változatának fordításán alapul.  Az eredeti cikk szerkesztőit annak laptörténete sorolja fel. Ez a jelzés csupán a megfogalmazás eredetét és a szerzői jogokat jelzi, nem szolgál a cikkben szereplő információk forrásmegjelöléseként.